# Oecetis atarpa
Oecetis atarpa är en nattsländeart som beskrevs av Mosely in Mosely och Douglas E. Kimmins 1953. Oecetis atarpa ingår i släktet Oecetis och familjen långhornssländor. Inga underarter finns listade i Catalogue of Life.